# Bisdom Gliwice

Bisdommen in Polen
17. Aartsbisdom Katowice
18. Bisdom Gliwice
19. Bisdom Opole

Het bisdom Gliwice (Latijn: Dioecesis Glivicensis, Pools: Diecezja Gliwicka) is een in Polen gelegen rooms-katholiek bisdom met zetel in de stad Gliwice. Het bisdom behoort tot de kerkprovincie Katowice, en is, samen met het bisdom Opole, suffragaan aan het aartsbisdom Katowice.

## Geschiedenis
- 25 maart 1992: Opgericht als bisdom Gliwice uit delen van het bisdom Częstochowa, bisdom Katowice en bisdom Opole

## Bisschoppen van Gliwice
- 1992-2011 Jan Walenty Wieczorek
- 2011-2023 Jan Kopiec
- 2023-heden Sławomir Oder

## Hulpbisschoppen van Gliwice
- 1992-2014 Gerard Alfons Kusz
- 2017-heden Andrzej Iwanecki